# 斑馬在線
《斑馬在線》（英語：Zebra Online）是香港亞洲電視的清談節目，由陶傑和劉天賜主持，2007年10月8日起逢星期一至五晚上22:30於亞洲電視本港台播出，於2008年2月11日至3月23日期間停播。主要暢談金庸筆下的武俠世界，借古論今。

## 背景
節目由陶傑和劉天賜主持，2000年代初兩人曾與劉綽琪在另一電視台無綫電視共同主持清淡節目《犀牛俱樂部》，《斑馬在線》播映時期劉綽琪亦已轉投亞視一段時間。當時坊間有《斑》抄襲《犀》的說法，無綫當時的總經理陳志雲亦曾指兩節目形式相若。節目名稱中的「斑馬」是比喻真理會像斑馬毛色一樣黑白分明。

## 沿革
《斑馬在線》通过金庸小说讨论社会哲学，邀請名人擔任節目的嘉賓，例如林燕妮、倪匡、許冠文等。此外，節目亦尋訪各大院校的青年學生，參與節目，以新一代的見解角度，探索金庸筆下的武俠奧秘。
在2007年11月13日播出以「漢奸」為主題的一集，中國大陸部分地區被插播其他節目。
在2007年12月24日及12月25日播出的兩集，邀請嘉賓李純恩、張寶華及張家瑩到中環鏞記酒家與主持品嚐「射雕英雄宴」。
2007年12月下旬公布加開新一輯共20集，邀請鄧達智等作嘉賓，當時指新一輯是從2008年1月7日開始播出。
及後在2008年2月中停播。原定在3月3日復播，但因配合播放《台海和平與戰爭》。所以延遲在2008年3月24日復播，主題則轉為討論世界各地的文化風情。

## 迴響
此節目早期有4點收視，對當時亞視該時段來說表現不差，及後跌至3點，且每況愈下。
競爭對手無綫的總經理陳志雲又曾批評此節目沉悶，陶傑在回應中揶揄道：「好多人覺得節目好深，鞋底舔奶都好深，我都不明白。」

## 外部連結
- 亞洲電視節目《斑馬在線》官方網站